# 樂髠
乐髡（?—?），出自戴族（宋戴公的后裔）的乐氏，中国春秋时期宋国的卿大夫。
前492年（鲁哀公三年），宋国乐髡率军征伐曹国。五年后（鲁哀公八年，前487年），宋国俘虏了曹伯阳，灭亡了曹国。